# Leucodon dracaenae
Leucodon dracaenae är en bladmossart som beskrevs av Hermann Maximilian Carl Ludwig Friedrich zu Solms-Laubach och Gustavo Venturi 1872. Leucodon dracaenae ingår i släktet Leucodon och familjen Leucodontaceae. Inga underarter finns listade i Catalogue of Life.